# Distretto di Yavari
Il distretto di Yavari è uno dei quattro distretti della provincia di Mariscal Ramón Castilla, in Perù. Si trova nella regione di Loreto e si estende su una superficie di 13.807,5 chilometri quadrati.
Istituito il 2 luglio 1943, ha per capitale la città di Amelia.